# ガリレオゴールド
ガリレオゴールド (Galileo Gold) はイギリス生産の競走馬、種牡馬である。主な勝ち鞍は2016年の英2000ギニー(G1)、セントジェームズパレスステークス(G1)。

## 現役時代
2013年1月31日に誕生。同年12月のタタソールズ当歳馬セールにて7500ポンド、2014年9月のタタソールズ1歳馬セールで3万3000ユーロでそれぞれ落札された。
2015年5月にデビューを果たすと7月までに4戦し、ヴィンテージステークスで重賞初制覇を飾る。その後はフランスのジャン・リュック・ラガルデール賞に挑戦し、3着に入った。
2016年は前哨戦を使わずぶっつけで英2000ギニーに出走。ここでは前年の2歳王者エアフォースブルーが断然の1番人気に推され、本馬は単勝15倍（14-1）と目立たない人気であった。しかし、エアフォースブルーを含む人気上位3頭が下位に沈む波乱の中、残り2ハロンで先頭に並びかけ、最後は2着オウタード(Awtaad)に1馬身半差をつけて栄冠を手にした。鞍上のランフランコ・デットーリはアルシャカブレーシングの所有馬では初のイギリスクラシック競走制覇となり、管理するヒューゴ・パーマー(Hugo Palmer)調教師はこれがイギリスクラシック競走初制覇であった。
2ヶ国の2000ギニー制覇を目指して出走した愛2000ギニーではオウタードに雪辱を果たされて2着に敗れた。次戦のセントジェームズパレスステークスでは仏2000ギニー馬ザグルカも交えて3頭の2000ギニー馬が顔を揃えたが、デットーリの好騎乗が光ってこの対決を制し、2度目のG1制覇を果たした。続くサセックスステークスでは前走で破ったザグルカとの叩き合いにクビ差敗れて2着となった。
ここまでは常に安定した成績を残してきたが、シーズン終盤はジャック・ル・マロワ賞で8着に沈み初の大敗を喫すると、クイーンエリザベス2世ステークスも勝ち馬マインディングから離された5着に終わり、精彩を欠いた。
2017年はロッキンジステークスから始動したが、離された5着に敗れた。レース中に軟部組織の故障を発生しており、レースから9日後に現役引退が発表された。

### 競走成績
以下の内容は、Racing Postの情報に基づく。
| 出走日     | 競馬場           | 競走名                            | 格 | 距離 | 着順 | 騎手         | 着差     | 1着（2着）馬      |
| ---------- | ---------------- | --------------------------------- | -- | ---- | ---- | ------------ | -------- | ----------------- |
| 2015.05.30 | ヨーク           | 未勝利                            |    | 芝6f | 2着  | M.ハーレー   | 2/30馬身 | Age of Empire     |
| 0000.06.09 | ソールズベリー   | 未勝利                            |    | 芝6f | 1着  | M.ハーレー   | 2馬身3/4 | （Zeeoneandonly） |
| 0000.07.02 | ヘイドックパーク | EBFスタリオンズノービスステークス |    | 芝7f | 1着  | M.ハーレー   | 1馬身1/4 | （Hayadh）        |
| 0000.07.27 | グッドウッド     | ヴィンテージステークス            | G2 | 芝7f | 1着  | L.デットーリ | 3/4馬身  | （Ibn Malik）     |
| 0000.10.04 | ロンシャン       | ジャン・リュック・ラガルデール賞  | G1 | 芝8f | 3着  | L.デットーリ | 1馬身1/4 | Ultra             |
| 2016.04.30 | ニューマーケット | 英2000ギニー                      | G1 | 芝8f | 1着  | L.デットーリ | 1馬身1/2 | （Massaat）       |
| 0000.05.21 | カラ             | 愛2000ギニー                      | G1 | 芝8f | 2着  | L.デットーリ | 1/2馬身  | Awtaad            |
| 0000.06.14 | アスコット       | セントジェームズパレスステークス  | G1 | 芝8f | 1着  | L.デットーリ | 1馬身1/4 | （The Gurkha）    |
| 0000.07.27 | グッドウッド     | サセックスステークス              | G1 | 芝8f | 2着  | L.デットーリ | クビ     | The Gurkha        |
| 0000.08.14 | ドーヴィル       | ジャック・ル・マロワ賞            | G1 | 芝8f | 8着  | L.デットーリ | 3馬身1/4 | Ribchester        |
| 0000.10.15 | アスコット       | クイーンエリザベス2世ステークス   | G1 | 芝8f | 5着  | L.デットーリ | 7馬身    | Minding           |
| 2017.05.20 | ニューベリー     | ロッキンジステークス              | G1 | 芝8f | 5着  | L.デットーリ | 10馬身   | Ribchester        |

## 種牡馬時代
2018年からアイルランドのタリーホースタッド(Tally-Ho Stud)で種牡馬入りした。初年度の種付け料は1万5000ユーロ。

### 主な産駒
- 2019年産
  - Ebro River / エブロリバー - 2021年フェニックスステークス

## 血統表
| ガリレオゴールドの血統 | ガリレオゴールドの血統                             | ガリレオゴールドの血統                             | （血統表の出典）                                   | （血統表の出典） |
| 父系                   | ダンジグ系                                         | ダンジグ系                                         | ダンジグ系                                         | [ § 2 ]          |
| 父 Paco Boy 2005 鹿毛  | 父の父Desert Style 1992 鹿毛                       | Green Desert                                       | Danzig                                             | Danzig           |
| 父 Paco Boy 2005 鹿毛  | 父の父Desert Style 1992 鹿毛                       | Green Desert                                       | Foreign Courier                                    |                  |
| 父 Paco Boy 2005 鹿毛  | 父の父Desert Style 1992 鹿毛                       | Organza                                            | High Top                                           | High Top         |
| 父 Paco Boy 2005 鹿毛  | 父の父Desert Style 1992 鹿毛                       | Organza                                            | Canton Silk                                        |                  |
| 父 Paco Boy 2005 鹿毛  | 父の母Tappen Zee 1986 栗毛                         | Sandhurst Prince                                   | Pampapaul                                          | Pampapaul        |
| 父 Paco Boy 2005 鹿毛  | 父の母Tappen Zee 1986 栗毛                         | Sandhurst Prince                                   | Blue Shark                                         |                  |
| 父 Paco Boy 2005 鹿毛  | 父の母Tappen Zee 1986 栗毛                         | Rossaldene                                         | Mummy's Pet                                        | Mummy's Pet      |
| 父 Paco Boy 2005 鹿毛  | 父の母Tappen Zee 1986 栗毛                         | Rossaldene                                         | Palestra                                           |                  |
| 母 Galicuix 2008 栗毛  | 母の父Galileo 1998 鹿毛                            | Sadler's Wells                                     | Northern Dancer                                    | Northern Dancer  |
| 母 Galicuix 2008 栗毛  | 母の父Galileo 1998 鹿毛                            | Sadler's Wells                                     | Fairy Bridge                                       |                  |
| 母 Galicuix 2008 栗毛  | 母の父Galileo 1998 鹿毛                            | Urban Sea                                          | Miswaki                                            | Miswaki          |
| 母 Galicuix 2008 栗毛  | 母の父Galileo 1998 鹿毛                            | Urban Sea                                          | Allegretta                                         |                  |
| 母 Galicuix 2008 栗毛  | 母の母Clizia 2002 芦毛                             | Machiavellian                                      | Mr. Prospector                                     | Mr. Prospector   |
| 母 Galicuix 2008 栗毛  | 母の母Clizia 2002 芦毛                             | Machiavellian                                      | Coup de Folie                                      |                  |
| 母 Galicuix 2008 栗毛  | 母の母Clizia 2002 芦毛                             | Cuixmala                                           | Highest Honor                                      | Highest Honor    |
| 母 Galicuix 2008 栗毛  | 母の母Clizia 2002 芦毛                             | Cuixmala                                           | Floripedes                                         |                  |
| 母系(F-No.)            | 1号族(FN:1-u)                                      | 1号族(FN:1-u)                                      | 1号族(FN:1-u)                                      | [ § 3 ]          |
| 5代内の近親交配        | Northern Dancer5×4=9.38%、Mr. Prospector5×4＝9.38% | Northern Dancer5×4=9.38%、Mr. Prospector5×4＝9.38% | Northern Dancer5×4=9.38%、Mr. Prospector5×4＝9.38% | [ § 4 ]          |
| 出典                   | 1. 2. 3. 4.                                        | 1. 2. 3. 4.                                        | 1. 2. 3. 4.                                        | 1. 2. 3. 4.      |